# Gallo-Romeins theater van Bardiaux
Het Gallo-Romeinse theater van Bardiaux is een antiek theater bij Bardiaux, een gehucht in de Franse gemeente Arleuf.
Op de plaats van Bardiaux lag in de oudheid vermoedelijk de plaats Boxum. Dit stadje lag aan de kruising van de belangrijke weg tussen Alesia en Gergovia en de weg van het Saône-dal met het Loire-dal. Onder de Gallo-Romeinse invloed bouwde men aan het eind van de 2e eeuw na Chr. een klein theater naar Romeins voorbeeld. Het theater was gebouwd op een kleine helling en bestond uit steen, hout en aarde. Het was 45 meter lang en 40 meter breed. De tribune bestaat uit zes concentrische terrassen, elk ongeveer 40 centimeter hoog, die zijn afgebakend met gemetselde muren van ongeveer 50 centimeter dik. Men bereikte de tribune via twee gangen aan weerszijden van het podium en een kleine ingang aan de bovenzijde van de tribune. Het podium was van hout en was voorzien van een overdekt gebouw dat waarschijnlijk als loge diende voor de artiesten. Waarschijnlijk werd het gebouw naast theatervoorstellingen ook gebruikt voor godsdienstige en publieke bijeenkomsten.
In de vijfde eeuw werd het onder invloed van het opkomende christendom verlaten. De geestelijken vonden theatervoorstellingen onzedelijk. Het gebouw verviel daarna en raakte bedolven onder een laag aarde. In 1867 werden de restanten teruggevonden en blootgelegd.

## Referentie
- (fr) Le théâtre Gallo-romain des Bardiaux